# Лоури, Майк
Майк Лоури (англ. Mike Lowry), полное имя Майкл Эдвард Лоури (англ. Michael Edward Lowry; 8 марта 1939, Сент-Джон, штат Вашингтон — 1 мая 2017, Олимпия, штат Вашингтон) — американский политик, 20-й губернатор штата Вашингтон (1993—1997), член Палаты представителей США от 7-го избирательного округа штата Вашингтон (1979—1989).

## Биография
Майк Лоури родился 8 марта 1939 года в небольшом городке Сент-Джон, расположенном в округе Уитмен штата Вашингтон. В семье Майк был средним из трёх детей, его родители — Роберт Лоури (Robert Lowry) и Хелен Уайт Лоури (Helen White Lowry). Когда Майку было семь лет, их семья переехала в соседний город Эндикотт.
После окончания школы Лоури продолжил обучение Университете штата Вашингтон, находящемся в городе Пулмен. Окончив его в 1962 году, он получил степень бакалавра искусств (B.A.). В том же 1962 году Лоури пытался записаться в военно-морскую авиацию, но не прошёл медкомиссию из-за повышенного давления. Сначала на несколько месяцев устроившись на работу в компанию Dun & Bradstreet, занимавшуюся сбором финансовой информации, затем он перешёл в издательскую компанию Allyn & Bacon, где проработал три года. В 1968 году он женился на Мэри Карлсон (Mary Carlson), в 1974 году у них родилась дочь Диана.
С 1968 года Майк Лоури работал в Олимпии в бюджетном комитете Сената штата Вашингтон, в котором он с 1969 по 1973 год был начальником персонала. В 1975 году Лоури был избран в совет округа Кинг, а в 1977 году стал председателем этого совета. Затем, в 1978 году, он был избран председателем Ассоциации округов штата Вашингтон (англ. Washington State Association of Counties).
В 1978 году Майк Лоури был избран членом Палаты представителей США от 7-го избирательного округа штата Вашингтон. После этого он переизбирался на этот пост ещё четыре раза, в целом проработав в этой должности десять лет — с января 1979 года по январь 1989 года. На посту конгрессмена Лоури был одним из ведущих критиков экономической политики президента-республиканца Рональда Рейгана, был в оппозиции к проводимому им наращиванию вооружений, а также критиковал ограничения на аборты. В 1983 году, когда из-за смерти сенатора Генри Мартина Джексона в Сенате США образовалось вакантное место от штата Вашингтон, Лоури принял участие в выборах нового сенатора, но проиграл кандидату от республиканцев — бывшему губернатору штата Дэниелу Джексону Эвансу.
В 1988 году Лоури снова участвовал в выборах сенатора США от штата Вашингтон, но опять проиграл, на этот раз республиканцу Слейду Гортону. После этого Лоури работал профессором Сиэтлского университета. В 1992 году Майк Лоури участвовал в выборах губернатора штата Вашингтон. Выиграв первичные выборы от демократической партии, затем он победил республиканца Кена Эйкенберри, занимавшего на тот момент должность генерального прокурора штата.
Майк Лоури вступил в должность губернатора штата 13 января 1993 года. За время работы на этом посту он увеличил налоги, добился сохранения и расширения помощи семьям с низким уровнем дохода, а также подписал закон о гарантиях безопасности для работников-мигрантов. Он подписал указ об обеспечении универсального медицинского страхования, однако полной реализации этой реформы добиться не удалось. В 1996 году Лоури решил не выставлять свою кандидатуру на второй губернаторский срок. Частично это было связано со скандалом, вызванным обвинениями в сексуальных домогательствах; сам губернатор утверждал, что его дружеские чувства были неправильно поняты. Единственный случай, по которому было начато расследование, закончился досудебным соглашением, по которому Лоури выплатил бывшему заместителю пресс-секретаря Сюзанне Олбрайт (Susanne Albright) 97 500 долларов.
После окончания срока губернаторских полномочий Лоури работал в ряде некоммерческих организаций. В 2000 году он выставлял свою кандидатуру на должность уполномоченного по землям штата Вашингтон (англ. Washington State lands commissioner), но проиграл. Майк Лоури скончался 1 мая 2017 года в городе Олимпия (штат Вашингтон) от осложнений после инсульта.